# روضه (سوریه)
الروضة (به عربی: الروضة) یک منطقهٔ مسکونی در سوریه است که در استان طرطوس واقع شده‌است. الروضة ۳٬۱۳۱ نفر جمعیت دارد.